# Pratylenchus brachyurus
Espèce
Synonymes
- Tylenchus brachyurus Godfrey, 1929
- Pratylenchus leiocephalus Steiner, 1949
- Pratylenchus steineri 
Lordello, Zamith & Boock, 1954

Pratylenchus brachyurus est une espèce de nématodes parasites des plantes appartenant à la famille des Pratylenchidae.

## Description
Ce nématode endoparasite migrateur se nourrit et se reproduit dans le tissu cortical des racines, provoquant une nécrose qui en s'étendant affaiblit la plante et favorise l'arrivée de parasites secondaires, notamment des champignons.
La gamme des plantes susceptibles d'être infectées comprend de nombreuses espèces cultivées, dont l'ananas, l'arachide, le coton, le café, le tabac,  la pomme de terre, les céréales...

## Publication originale
- Godfrey, 1929 : A destructive root disease of pineapples and other plants due to Tylenchus brachyurus, n. sp. Phytopathology, vol. 19, n. 7, p. 611-629.